# Gare de Port-Boulet
La gare de Port-Boulet est une gare ferroviaire française de la ligne de Tours à Saint-Nazaire, située sur le territoire de la commune de Chouzé-sur-Loire, dans le département d'Indre-et-Loire, en région Centre-Val de Loire.
C'est une gare de la Société nationale des chemins de fer français (SNCF), desservie par des trains régionaux TER Centre-Val de Loire.

## Situation ferroviaire

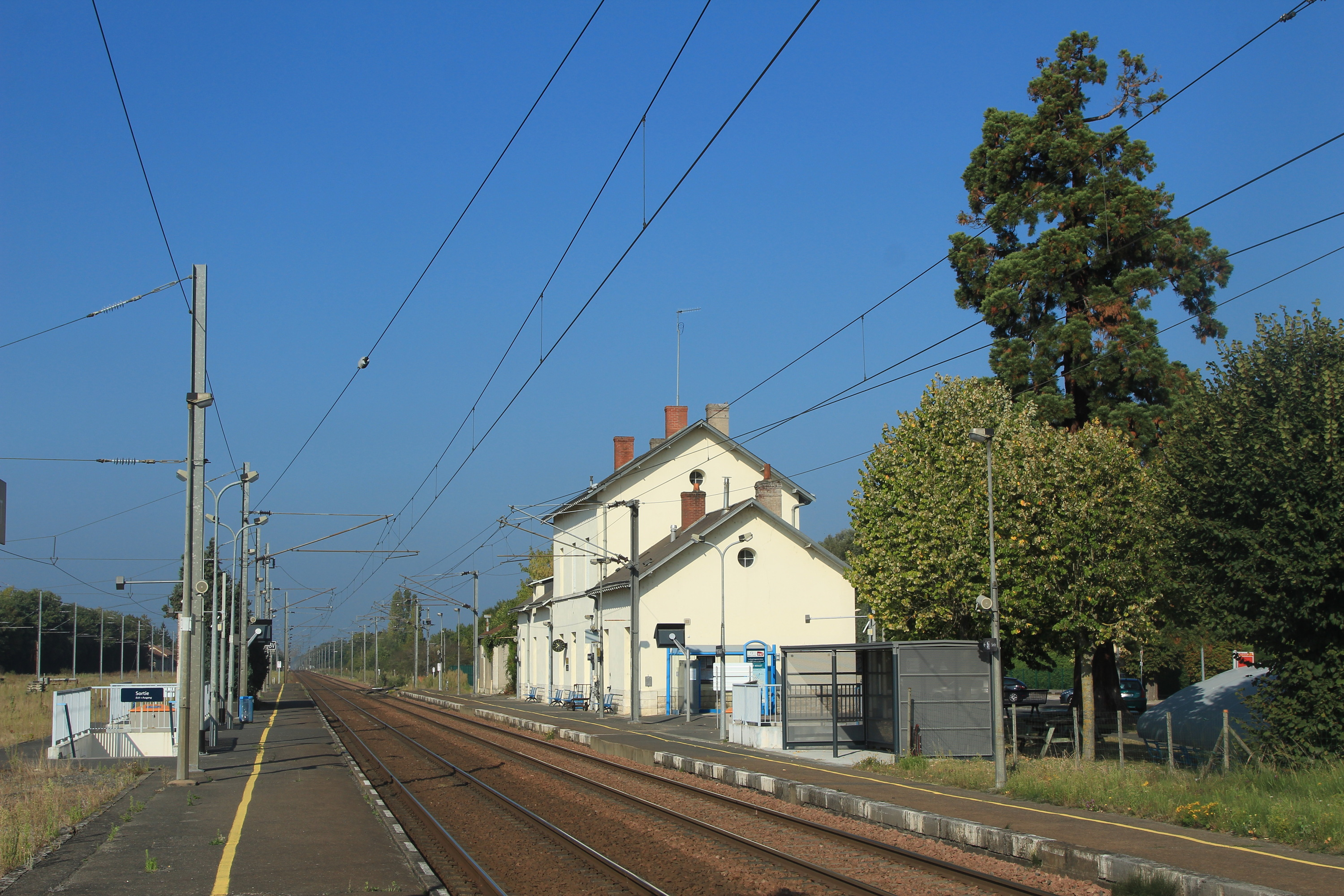
Vue en direction de Saint-Nazaire.

Établie à 32 mètres d'altitude, la gare de Port-Boulet est située au point kilométrique (PK) 281,699 de la ligne de Tours à Saint-Nazaire, entre les gares ouvertes de La Chapelle-sur-Loire et de Saumur. Elle est séparée de cette dernière par la gare aujourd'hui fermée de Varennes-sur-Loire.
Ancienne gare de bifurcation, elle était également l'origine de la ligne de Port-Boulet à Port-de-Piles, partiellement déclassée. Elle dispose d'un quai latéral et d'un quai central encadrés par trois voies, ainsi que des voies de garage.

## Service des voyageurs

### Accueil
Gare SNCF, elle dispose d'un bâtiment voyageurs, avec guichets, ouvert du lundi au vendredi de 6h30 / 11h30 et de 13h00 / 15h00. Elle est équipée d'automates pour l'achat de titres de transports. Un guichet est aménagé pour les personnes à la mobilité réduite.
La traversée des voies et le changement de quai s'effectuent par un passage souterrain.

### Desserte
Port-Boulet est desservie par des trains régionaux TER Centre-Val de Loire de la ligne no 28 Tours - Saumur,. Ces trains sont en provenance ou à destination de Tours, Saumur, voir au-delà vers Angers-Saint-Laud, Nantes, ou Thouars et Bressuire.

### Intermodalité
Un parc pour les vélos et un parking pour les véhicules y sont aménagés. La gare est en correspondance avec la ligne A du réseau de bus urbain de Chinon.

## Service des marchandises
Cette gare est ouverte au service du fret.